# Dicyrtomellus
Dicyrtomellus is een geslacht van vliesvleugelige insecten van de familie spinnendoders (Pompilidae).

## Soorten
- D. hohmanni (Wolf, 1990)
- D. picticrus (Saunders, 1901)
- D. rufifemur Wahis, 1992
- D. tingitanus (Wolf, 1966)